# Weltreisen
Weltreisen war eine wöchentlich ausgestrahlte monothematische deutsche Reportagesendung des Ersten mit Auslandsberichten der ARD-Korrespondenten. Sie wurde 2014 durch die Reportage im Ersten ersetzt.
Die Beiträge der Auslandsreportage wurden von den Auslandskorrespondenten der ARD hergestellt. Weltreisen wurde vom BR, HR, MDR, NDR, SWR und WDR produziert. Je nachdem, ob die Reportage aus Ländern in Afrika, Asien oder Südamerika stammte, lautete der Untertitel der Weltreisen Zwischen Kairo und Kapstadt, Gesichter Asiens bzw. Plaza Latina, zusätzlich zum Titel (und eventuell Untertitel) der Folge.
Ausgestrahlt wurde die halbstündige Sendung am Samstag um 16:00 Uhr im Ersten. Wiederholungen werden auf 3sat, Tagesschau24 und EinsPlus sowie im MDR Fernsehen, NDR Fernsehen, rbb Fernsehen und im hr-fernsehen gezeigt.
Erstmals wurde Weltreisen am 17. April 1993 vom Ersten Deutschen Fernsehen ausgestrahlt. Weltreisen wurde im September 2014 eingestellt und durch die Reportage im Ersten ersetzt, die sich jedoch thematisch nicht nur auf Auslandsreportagen beschränkt. Die Redaktion von Weltreisen wurde mit dem Weltspiegel zusammengelegt. Nachdem die Reportage im Ersten bereits 2015 wieder eingestellt worden war, startete am 16. Januar 2016 die Weltspiegel-Reportage als Nachfolger von Weltreisen. Obwohl die Sendung Weltreisen im Ersten eingestellt wurde, verwendet der NDR den Namen Weltreisen auch weiterhin bei seinen Ausstrahlungen.